# Canela Baja
Canela Baja es una localidad de la comuna de Canela, ubicada en el norte de la Provincia de Choapa, en la IV Región de Coquimbo, en Chile.
Con una población de 1.744 habitantes y de antiquísimo origen. Otras localidades de la comuna son Canela Alta, Huentelauquén Norte y Sur, Mincha Norte y Sur.
Cada año, se realiza el Festival Canela Canta en Verano, donde participan importantes artistas nacionales. Junto con el Festival de Canela, Canta en Verano, muchas otras localidades han seguido a paso firme este proyecto, dando así el surgimiento en la economía, y turismo en esas localidades, como por ejemplo Los Pozos, Los Rulos, El Durazno, etc.
El Festival fue suspendido en 2021, debido a la pandemia por el COVID-19, siendo su última edición en 2020 hasta el momento.

## Origen del nombre de la comuna de Canela
Dado que es evidente, el nombre al cual atribuye este pueblo, viene de dos raíces:
1) Antes de su fundación, este pueblo era un fundo repleto de canelos. Pero pese al brusco cambio climático en la zona, éstos han ido desapareciendo.
2) Dicese de una muy antigua estancia, llamada "La Canela" (aun en pie), propiedad de los dueños de aquel fundo descrito anteriormente. La primera encomienda de este lugar fue dada a Francisco Hernández Ortiz Pizarro, fundador de Calbuco.
El nombre Canela proviene del quechua “kanannay”, que significa centello del sol, esto se debe a que la zona de Canela y sus comunidades interiores en gran parte del siglo XVIII, siglo XIX e incluso el siglo XX fue una gran explotadora de oro, específicamente en la comunidad de Espíritu Santo.

## Lugares para visitar
La quebrada del Marín, el Puente Colgante, el Sendero Ecológico, la Iglesia de Mincha Norte.